# Idiochlora dorsinigrata
Idiochlora dorsinigrata là một loài bướm đêm trong họ Geometridae.